# مزرعة إمام
مزرعة إمام هي قرية في مقاطعة نائين، إيران. عدد سكان هذه القرية هو 851 في سنة 2006.